# Edgar Reitz
Pour les articles homonymes, voir Edgar et Reitz.
Edgar Reitz, né le 1er novembre 1932 à Morbach en Allemagne, est un réalisateur qui est devenu célèbre pour ses films sur la vie quotidienne contemporaine de ses concitoyens dans le Hunsrück dans les séries de télévision Heimat, Die Zweite Heimat et Heimat 3 ainsi que les films Heimat Fragments et Die andere Heimat.

## Biographie
Il étudia à Munich à partir de 1952.
En 1957, il fonde sa société de production. En 1963, il fonde avec Alexander Kluge l'Institut du cinéma à Ulm.
Il enseigne à la Staatliche Hochschule für Gestaltung Karlsruhe.
Lors de la 70e cérémonie du Deutscher Filmpreis en 2020, il reçoit le prix d'honneur pour sa contribution exceptionnelle au cinéma allemand.

## Filmographie

### Réalisateur
- 1953 - Visage d'une résidence
- Sur la scène ouverte
- 1960 - Yucatan
- 1963 - Vitesse
- 1965 - Le Voyage infini - mais limité
- Varia Vision
- Transport fluvial
- 1966 - Les Enfants
- 1967 - Repas
- 1968 - Uxmal
- Filmstunde (TV)
- 1971 - Cinéma deux
- La Chose dorée
- 1979 - Susanne danse
- 1981 : Geschichten aus den Hunsrückdörfern
- 1982 : Biermann-Film
- 1995 : La Nuit des réalisateurs

### Réalisateur et scénariste
- 1967 - Mahlzeiten (La Luxure)
- 1970 - Cardillac
- 1971 - Geschichten vom Kubelkind (Histoires de seau d’enfant) (Sélection du 1er Forum du festival de Berlin, en 1971)
- 1973 : Le Voyage à Vienne (Die Reise nach Wien)
- 1974 : Dans le danger et la plus grande détresse, le juste milieu apporte la mort
- 1976 : Stunde Null (Heure zéro)
- 1978 : L'Allemagne en automne (Deutschland im Herbst) : Grenzstation
- 1978 : Le Tailleur d'Ulm (Der Schneider von Ulm)
- 1985 - Heimat (série TV), chronique allant de 1919 à 1982
- 1993 - Heimat 2 (mini) TV 13 Series pendant la guerre froide
- 2004 - Heimat 3 (mini) TV Series pendant la réunification
- 2013 : Heimat - 1 : Chronique d'un rêve (Die andere Heimat - Chronik einer Sehnsucht)
- 2013 : Heimat - 2 : L'Exode (Die andere Heimat - Exodus)

## Distinctions
- Membre de l'Académie des arts de Berlin (1984)[2]
- Commandeur de l'ordre du Mérite de la République fédérale d'Allemagne (Großes Verdienstkreuz) (2006)
- Officier des Arts et des Lettres (2010)
- Deutscher Filmpreis 2014 : Meilleur scénario pour Heimat
- Deutscher Filmpreis 2020  : prix d'honneur pour sa contribution exceptionnelle au cinéma allemand